# يماني حديد (قارة)

تعديل مصدري - تعديل

يماني حديد هي إحدى قرى عزلة قارة بمديرية قارة التابعة لمحافظة حجة، بلغ تعداد سكانها 47 نسمة حسب تعداد اليمن لعام 2004.